# Modra
Modra (mađ. Modor, njem. Modern) je grad u Bratislavskom kraju u zapadnoj Slovačkoj. Grad upravno pripada Okrugu Pezinok.

## Zemljopis
Grad se nalazi u podnožju Malih Karpata koji omogućavaju odlične uvjete za planinarenje.

## Povijest
Prvi tragovi naselja su iz 3. tisućljeća pr. Kr., a prvo stalno naselje je iz vremena Velikomoravske Kneževine, koja je bila država Slavena. Prvi spomen o Modri je iz 1158. godine u dokumentu od Gejze II., kada je grad pripadao biskupu iz Nitre. Nakon Mongolske invazije 1241. godine, grad naseljavaju Karpatski Nijemci. Prvi spomen o vinogradima u Modri seže iz 1321. godine. Naselje je primilo status grada 1361. godine, a postalo Slobodni kraljevski grad 1607. godine. Gradska utvrda s trima vratima izgrađena je 1610. – 1647. godine. Od 17. stoljeća grad je bio jedan od vodećih obrtnićkih centara u Slovačkoj. Keramička industrija počela u 19. stoljeću, a 1883. osnovana je škola keramike. Željeznička pruga od Bratislave do Trnave zaobići će grad 1840. godine zato što je lokalni sudac odbio dati dozvolu za izgradnju željeznice.

## Stanovništvo
| Godina:     | 1993. | 2003.   | 2013.   | 2023.   |
| ----------- | ----- | ------- | ------- | ------- |
| Broj ljudi: | 8382  | 8655    | 8785    | 9201    |
| Razlika:    |       | +3,25 % | +1,50 % | +4,73 % |

| Godina:     | 2022. | 2023.   |
| ----------- | ----- | ------- |
| Broj ljudi: | 9273  | 9201    |
| Razlika:    |       | -0,77 % |

Po popisu stanovništva iz 2001. godine grad je imao 8.536 stanovnika.

### Etnički sastav
- Slovaci - 97,4 %
- Česi - 1 %
- Mađari - 0,4 %

### Religija
- rimokatolici - 53,7 %
- luterani - 25,8 %
- ateisti - 15 %

## Gradovi prijatelji
- Overijse, Belgija
- Benátky nad Jizerou, Češka
- Hustopeče, Češka
- Martres Tolosane, Francuska

## Vanjske poveznice
- Službena stranica grada

### Ostali projekti
|  | Zajednički poslužitelj ima još gradiva o temi Modra |